# Plundering van Mahon

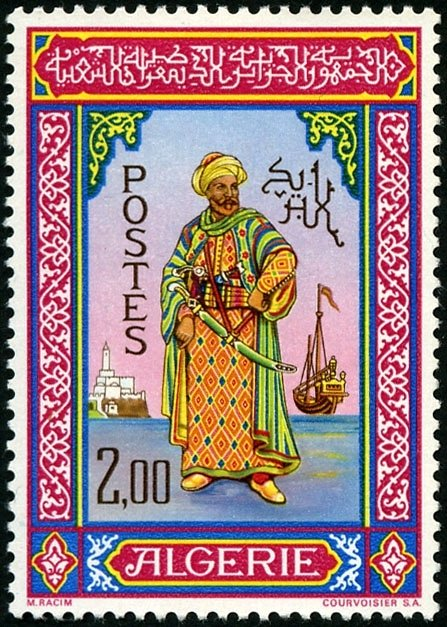
Barbarossa; postzegel uit Algerije

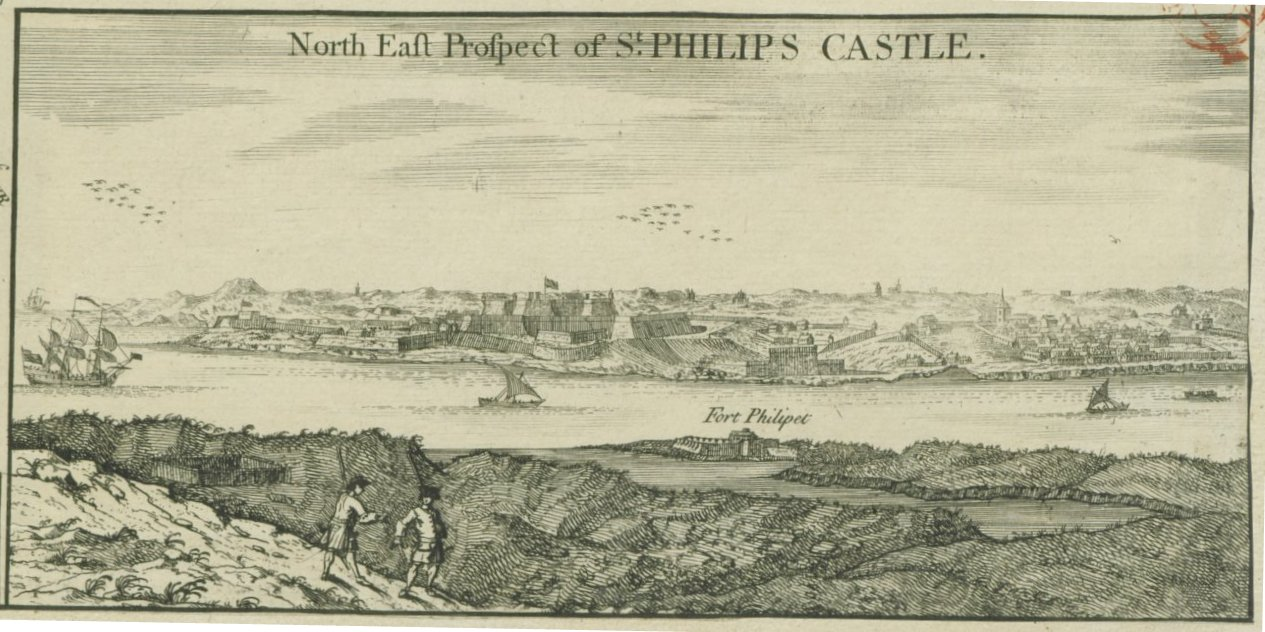
Gevolg: Spaans fort in de baai van Mahon

De plundering van Mahon vond plaats op 4 september 1535. Mahon was een havenstad op Menorca, een van de Balearen die destijds deel uitmaakten van het koninkrijk Spanje, formeel van de Kroon van Aragon. Keizer Karel V was koning van Spanje. De plunderaars waren Ottomaanse zeelui onder leiding van de piraat en admiraal Khair ad-Din, in West-Europa bekend als Barbarossa.

## Verloop
Keizer Karel V en zijn bondgenoten hadden de Ottomaanse zeevloot verslaan nabij Tunis. Dit was de Slag om Tunis in juni 1535. Admiraal Barbarossa voer met de resterende vloot naar Mahon. Ze kwamen er aan op 1 september 1535. Op sluwe wijze hesen de zeelui de keizerlijke vlag van Karel V wanneer ze door de baai van Mahon voeren. Mahon was destijds niet de hoofdstad van het eiland Menorca; dit was Ciutadella aan de andere kant. Mahon telde een driehonderdtal huishoudens. Twee minderbroeders uit Mahon liepen de schepen tegemoet, in de waan dat het om keizerlijke schepen ging. Ze liepen terug toen ze op de dekken Ottomanen zagen. 
De stad Mahon sloot de poorten en verschanste zich in afwachting. Ze stuurden een koerier naar de Spaanse gouverneur in Ciutadella voor hulp. De vloot van Barbarossa telde 2.500 man en kwam aan land. Op 3 september 1535 kwam het tot een gevecht tussen de Ottomanen en het Spaanse regiment dat naar Mahon geijld was. De Spanjaarden werden volledig verslagen. De stad Mahon opende op 4 september de poorten voor Barbarossa en de zijnen. Het stadsbestuur had als voorwaarde gesteld dat de huizen van de notabelen moesten gespaard blijven. De Ottomanen hielden zich niet aan de afspraak. Zij staken Mahon in brand, plunderden, verkrachtten en moordden. De minderbroeders vonden allen de dood. ’s Anderendaags voeren de Ottomanen weg. In hun ruim hadden ze zeshonderd gevangenen die ze als slaven verkochten, waarschijnlijk in Algiers.

## Proces
Don Jimén Pérez de Figuerola, Spaanse onderkoning van Mallorca, leidde een onderzoek naar notabelen van Mahon die de Ottomanen hadden binnen gebracht en verraad hadden gepleegd. Het proces startte al op 8 september 1535. Een jaar later, op 24 oktober 1536, liet hij vijf zwaar gefolterde van hen ophangen op de Plaza del Born van Ciutadella.

## Gevolg
De onderkoning wenste verder een militaire verdediging voor de havenstad Mahon. Vanaf 1554 begon de bouw van een fort in de baai van Mahon. Dit werd het Castillo de San Felipe, genoemd naar kroonprins Filips, de latere Filips II. Hierin werden elitesoldaten uit Castilië gekazerneerd.